# 瑞典巧克力蛋糕
瑞典巧克力蛋糕（瑞典語：Kladdkaka）是一種瑞典蛋糕，這種蛋糕和巧克力布朗尼蛋糕類似，以柔軟和黏稠為中心，有時會搭配奶油或者香草巧克力食用；這種蛋糕可能是受巧克力布朗尼或者法國巧克力蛋糕的食譜而啟發的。